# 菁华铺乡
菁华铺乡是中国湖南省宁乡市下辖乡。菁华铺位于宁乡市境东北部、县城以北，处宁乡市、益阳市赫山区二市区交汇处，辖境西与煤炭坝镇接壤，南与白马桥街道与城郊街道相连，东与双江口镇毗邻，北与益阳市岳家桥镇交界。辖域面积65.8平方公里，总人口31,569人（2000年人口普查30,815人）。

## 历史
由原桃林乡和洪仑山乡于1995年合并设立。